# Csilin (település)
Csilin (kínaiul: 吉林) város Kínában, Mandzsúria régiójában. Csilin tartomány 2. legnagyobb városa, melynek korábbi székhelye volt. 
Éghajlata szélsőséges, a tél nagyon hideg, a nyár viszont meleg. Lakosainak száma 3 623 713 fő (2020).

## Népessége
| 2010 | 4 413 157 |
| 2020 | 3 623 713 |

## Közlekedés

### Vasút
A várost a Csilin–Huncsun nagysebességű vasútvonal kapcsolja össze Huncsunnal.

## Testvérvárosok
- Volgográd (1994. február 22. – )
- Spokane (1987–)
- Krokom község
- Macue (1999. november 9. – )
- Jamagata (1983. április 21. – )
- Prince Albert (1998. május 26. – )

## Fordítás
- Ez a szócikk részben vagy egészben  a   Jilin City című angol Wikipédia-szócikk fordításán alapul.  Az eredeti cikk szerkesztőit annak laptörténete sorolja fel. Ez a jelzés csupán a megfogalmazás eredetét és a szerzői jogokat jelzi, nem szolgál a cikkben szereplő információk forrásmegjelöléseként.